# Caffrolix longispina
Caffrolix longispina är en insektsart som beskrevs av Davies 1988. Caffrolix longispina ingår i släktet Caffrolix och familjen dvärgstritar. Inga underarter finns listade i Catalogue of Life.